# Swiss Indoors 1985
Lo Swiss Indoors 1985, noto anche come Davidoff Swiss Indoors per motivi di sponsorizzazione, è stato un torneo di tennis giocato sul cemento indoor. È stata la 16ª edizione del torneo e faceva parte del Nabisco Grand Prix 1985. Si è giocato a Basilea in Svizzera dal 14 al 20 ottobre 1985.

## Campioni

### Singolare maschile
Stefan Edberg ha battuto in finale  Yannick Noah con il punteggio di 6–7, 6–4, 7–6, 6–1

### Doppio maschile
Tim Gullikson /  Tom Gullikson hanno battuto in finale  Mark Dickson /  Tim Wilkison con il punteggio di 4–6, 6–4, 6–4